# فنیپرازین
فنیپرازین (INN؛ با نام‌های آمفتیدرازین و آمفتامین هیدرازید و نام‌های تجاری Catron و Cavodil شناخته می‌شود) یک بازدارنده مونوآمین اکسیداز غیرقابل بازگشت و غیر انتخابی (MAOI) و از کلاس شیمیایی هیدرازین‌ها است که به عنوان ضد افسردگی در دهه ۱۹۶۰ استفاده می‌شد. این دارو همچنین در درمان آنژین صدری و اسکیزوفرنی مورد استفاده قرار گرفت. به دلیل نگرانی از سمیت این ماده که منجر به علائمی همچون یرقان، تنبلی چشم و التهاب عصب بینایی می‌شد، استفاده از آن تا حد زیادی کاهش پیدا کرده و متوقف شد.